# تافاريس بولدن
تافاريس بولدن (من مواليد 8 يونيو 1979)، وهو لاعب كرة قدم كندية أمريكي محترف سابق، لعب في الدوري الكندي لكرة القدم (CFL).
وقع بولدن عقد مع مونتريال ألويت من دوري كرة القدم الكندي (CFL) في 24 أبريل 2002. لعب بولدن ثلاثة مواسم مع مونتريال كلاعب وسط خلفي.